# Leif Påhlsson
Leif Anders Ragnarsson Påhlsson, född 16 juli 1935, död 19 oktober 2019, var en svensk skriftställare med inriktning mot heraldik och faleristik.
Påhlsson var 1973 generalsekreterare för aktionen "För Konungen, Mot förtäckt republik"  som motsatte sig flera av de förändringar som senare blev en del av Regeringsformen 1974.
Han tillhörde flera heraldiska sällskap och var medgrundare till Västra Sveriges heraldiska sällskap och Ordenshistorisk selskab i Köpenhamn.
Påhlsson var utlandsveteran från FN-bat 81C (Cypern) vinterhalvåret 1982-1983. Han är gravsatt på Örgryte nya kyrkogård i Göteborg.

## Utmärkelser och ledamotskap
- Sveriges Civilförsvarsförbunds medalj i guld (SCFGM)[5]
- Suveräna Malteserordens förtjänstkors (SMaltOsFK, 1981)[6]
- Förenta Nationernas medalj i brons (Cypern 1964-)(FNMUNFICYP)
- "Fellow" (hedersledamot) av the Augustan Society(en) (1968) - ett av de ledande amerikanska genealogiska och heraldiska sällskapen, och tilldelad sällskapets medalj.[7]